# Thomas Frischknecht
Thomas Frischknecht (ur. 17 lutego 1970 w Feldbach) – szwajcarski kolarz górski, przełajowy i szosowy, srebrny medalista olimpijski, wielokrotny medalista mistrzostw świata i trzykrotny medalista mistrzostw Europy w kolarstwie górskim, czterokrotny medalista mistrzostw świata w kolarstwie przełajowym oraz trzykrotny zdobywca Pucharu Świata w kolarstwie górskim.

## Kariera
Pierwszy sukces w karierze Thomas Frischknecht osiągnął w 1988 roku, kiedy zdobył złoty medal w kategorii juniorów podczas przełajowych mistrzostw świata w Hägendorfie. Dwa lata później zdobył brązowy medal wśród amatorów na przełajowych mistrzostwach świata w Getxo oraz srebrny w cross-country na mistrzostwach świata w kolarstwie górskim w Durango, gdzie uległ tylko Amerykaninowi Nedowi Overendowi. Kolejne trzy medale zdobył w 1991 roku: brązowy wśród amatorów na przełajowych mistrzostwach świata w Gieten, srebrny na MŚ MTB w Ciocco oraz brązowy na mistrzostwach Europy MTB w Bourboule. Ostatni medal w kolarstwie przełajowym zdobył na MŚ w Monchium w 1997 roku, gdzie był drugi wśród zawodowców, za Włochem Daniele Pontonim. W międzyczasie zdobył dwa medale na mistrzostwach świata w kolarstwie górskim: srebrny na MŚ w Bromont w 1992 roku oraz złoty podczas MŚ w Cairns w 1996 roku. Ponadto w 1993 roku zwyciężył na ME w Klosters, a na igrzyskach olimpijskich w Atlancie zdobył srebro w cross-country, przegrywając jedynie z Bartem Brentjensem z Holandii. Na tych samych igrzyskach zajął również 110. miejsce w szosowym wyścigu ze startu wspólnego. Kolejnym trofeum był brązowy medal mistrzostw Europy MTB w Aywaille, gdzie wyprzedzili go tylko Francuz Christophe Dupouey oraz Holender Bas van Dooren. Brał udział w igrzyskach olimpijskich w Sydney, jednak nie zdobył medalu – rywalizację w cross-country zakończył na szóstym miejscu. Bez medalu wrócił także z rozgrywanych cztery lata później igrzysk w Atenach, tym razem zajmując siódmą pozycję. Zdobył za to cztery medale na mistrzostwach świata MTB, w tym srebrne w cross-country na MŚ w Vail (2001) i MŚ w Kaprun (2002). Na tej drugiej imprezie zdobył również, wspólnie z Florianem Vogelem, Lukasem Flückigerem i Petrą Henzi brązowy medal w sztafecie. Ostatnim medalem na imprezie tego cyklu był brąz w cross-country zdobyty na mistrzostwach świata w Les Gets w 2004 roku. Frischknecht zwyciężył ponadto na mistrzostwa świata w Maratonie MTB w Lugano w 2003 roku oraz rozgrywanych dwa lata później mistrzostwa świata w Maratonie MTB w Lillehammer. Szwajcar startował także w zawodach Pucharu Świata w kolarstwie górskim, wielokrotnie stając na podium i odnosząc osiemnaście zwycięstw. Najlepsze wyniki osiągał w sezonach 1992, 1993 i 1995, w których był najlepszy w klasyfikacji końcowej. Ponadto w sezonie 1996 zajął drugie miejsce za Francuzem Dupoueyem.
Pod koniec 2008 roku zakończył dwudziestoletnią karierę profesjonalnego zawodnika. Łącznie w swojej karierze odniósł ponad 200 zwycięstw. Od sezonu 2009 jest team managerem swojej własnej grupy – Scott Swisspower MTB Team, w której ścigał się od 2001 roku, w latach 1990–2001 reprezentował Ritchey Team. Na mistrzostwach świata MTB w Val di Sole w 2008 roku prezydent UCI uhonorował go nagrodą za osiągnięcia w kolarstwie.
Jest żonaty i ma trójkę dzieci (Andri, Carmen, Gina). Jego ojciec, Peter również był kolarzem.

## Ważniejsze osiągnięcia
- Mistrz świata MTB Maraton 2003 i 2005
- Mistrz świata MTB cross-country 1996
- Mistrz świata w kol. przełajowym 1988 (juniorzy) i 1990 (amatorzy)
- Wicemistrz świata MTB cross-country 1990, 1991, 1992, 2001 i 2002
- Brązowy medal mistrzostwa świat MTB 2002 (sztafeta) i 2004 (cross-country)
- Wicemistrz olimpijski 1996 – Atlanta
- Miejsca w igrzyskach olimpijskich: 6. Sydney 2000; 7. Ateny 2004
- 15 medali mistrzostw świata
- Zdobywca Pucharu Świata MTB cross-country 1992, 1993 i 1995
- 18 zwycięstw w Pucharze Świata MTB cross-country
- Mistrz Europy 1993 MTB cross-country
- 12 – krotny Mistrz Szwajcarii